# Asztrik Várszegi
Dom Asztrik Imre Várszegi, OSB (nar. 28. ledna 1946) je maďarský římskokatolický duchovní, biskup a arciopat územního opatství Pannonhalma, titulární biskup culusijský.

## Život
V mládí vstoupil do benediktinského arciopatství Pannonhalma a zde 15. srpna 1965 složil věčné mnišské sliby. Po dokončení teologických studií byl 29. ledna 1971 vysvěcen na kněze. V letech 1971-1976 studoval na Univerzitě Loránda Eötvöse historii a germanistiku. Následně působil jako učitel. V roce 1985 získal čestný doktorát z historie.
Roku 1988 byl papežem Janem Pavlem II. jmenován titulárním biskupem culusijským a pomocným biskupem Ostřihomským. Biskupské svěcení mu udělil ostřihomský arcibiskup László kardinál Paskai, spolusvětiteli byli biskupové László Dankó a István Seregély. V roce 1991 byl pak zvolen pannonhalmským arciopatem.
V letech 2001-2012 byl delegátem opata-primase benediktinského řádu pro Slovanskou benediktinskou kongregaci sv. Vojtěcha, sdružující benediktinské kláštery Břevnov, Broumov, Emauzy, Lubin, Maribor a Rajhrad.